# Bliżnij (obwód kurski)
Bliżnij (ros. Ближний) – chutor w zachodniej Rosji, w sielsowiecie niżnierieutczanskim rejonu miedwieńskiego w obwodzie kurskim.

## Geografia
Miejscowość położona jest nad Rieutem (lewy dopływ Sejmu), 4 km od centrum administracyjnego sielsowietu (Niżnij Rieutiec), 4,5 km na południowy zachód od centrum administracyjnego rejonu (Miedwienka), 37 km na południowy zachód od Kurska, 4 km od drogi magistralnej (federalnego znaczenia) M2 «Krym».
W chutorze znajduje się 49 posesji.
Klimat
Miejscowość, jak i cały rejon, znajduje się w strefie klimatu kontynentalnego z łagodnym ciepłym latem i równomiernie rozłożonymi opadami rocznymi (Dfb w klasyfikacji klimatów Köppena).

## Demografia
W 2010 r. chutor zamieszkiwało 50 osób.